# Số nhiều (biểu quyết)

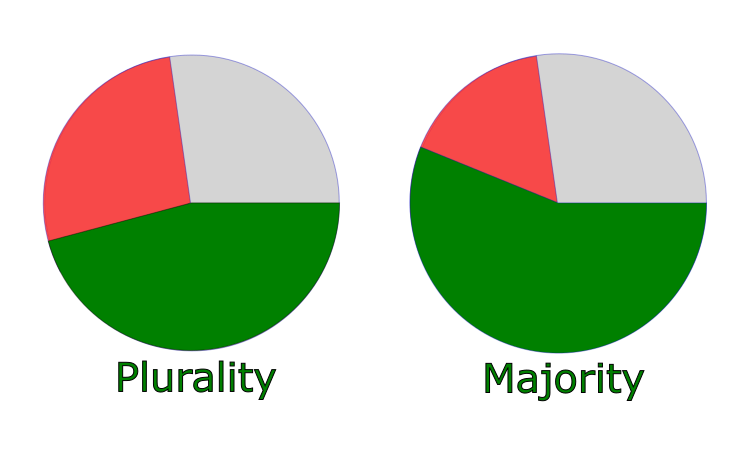
Biểu đồ tròn minh họa sự khác biệt giữa số nhiều (bên trái; trong đó phần diện tích màu xanh lá cây/phần đáy nhỏ hơn 50% tổng diện tích) và đa số (bên phải; trong đó phần diện tích màu xanh lá cây/phần đáy lớn hơn 50% tổng diện tích biểu đồ tròn).

Một đầu phiếu số nhiều (ở Canada và Hoa Kỳ) hoặc đa số tương đối (ở Vương quốc Anh và Khối thịnh vượng chung ngoại trừ Canada) mô tả tình huống khi một ứng cử viên hoặc một lựa chọn được nhiều phiếu bầu hơn bất kỳ lựa chọn nào khác nhưng không nhận được hơn một nửa tổng số phiếu bầu.
Ví dụ, nếu từ 100 phiếu bầu được bỏ, 45 phiếu bầu cho Ứng viên A, 30 phiếu bầu cho Ứng viên B và 25 phiếu bầu cho Ứng viên C, thì Ứng viên A nhận được số nhiều phiếu bầu nhưng không phải là đa số. Trong một số cuộc bỏ phiếu, ứng cử viên hoặc lựa chọn chiến thắng có thể chỉ cần số nhiều, tùy thuộc vào quy định của tổ chức tổ chức cuộc bỏ phiếu.

## So sánh với đa số
Trong luật định chế quốc tế, một đầu phiếu "đa số đơn giản" (cũng được gọi là là "đa số") là hơn một nửa số phiếu bầu được bỏ (không tính đến phiếu trắng) trong số các lựa chọn khác; "đa số đủ tiêu chuẩn" (cũng được gọi là "siêu đa số") là số phiếu bầu nhiều hơn một tỷ lệ phần trăm được định sẵn (ví dụ: hai phần ba); "Đa số tương đối" (cũng được gọi là "số nhiều") là số phiếu có được lớn hơn bất kỳ lựa chọn nào khác; và "đa số tuyệt đối" là số phiếu "lớn hơn số phiếu có thể có được nếu cùng lúc đang biểu quyết bất kỳ vấn đề nào khác", khi bỏ phiếu cho nhiều phương án cùng một lúc.